# Francis Compton
Francis Sidney Compton Mackenzie, bekannt als Francis Compton oder Frank Compton, (* 4. Mai 1885 in Malvern, Worcestershire, England; † 17. September 1964 in Stamford, Connecticut, Vereinigte Staaten) war ein englischer Schauspieler.

## Leben
Compton war der Sohn des Schauspielers und Managers Edward Compton und dessen Frau, der Schauspielerin, Virginia Frances Bateman. Sein Bruder Compton Mackenzie wurde Schriftsteller und seine Schwestern Fay und Viola Compton Schauspielerinnen.
Wie sein Großvater, sein Vater und seine Schwestern führte er nicht seinen bürgerlichen Namen Mackenzie, sondern trug den Künstlernamen Compton. Sein Theaterdebüt gab er 1904 in der Compton Comedy Company seines Vaters im Alter von 18 Jahren.
Während des Ersten Weltkriegs leistete er aktiven Dienst beim 18. Londoner Regiment und wurde 1918 mit dem Military Cross ausgezeichnet. Seinen ersten Auftritt nach dem Krieg hatte er 1919 im Greenwick Village Theatre in New York City. Von da an trat er hauptsächlich in den Vereinigten Staaten auf. Seinen letzten Bühnenauftritt hatte er 1963 im Winter Garden Theatre als Calon in Dumas’ Die Kameliendame.
Seinen ersten Filmauftritt hatte er 1936 in Soak the Rich. Heute ist er vor allem für seine letzte Filmrolle als Mr. Justice Wainwright in Billy Wilders Zeugin der Anklage bekannt.

## Privatleben
Compton war zweimal verheiratet. Seine erste Frau war die Australierin Peggy Dundas, mit der er eine Tochter hatte, die Schauspielerin Jean Compton Mackenzie. Diese war mit dem Schauspieler Arthur Howard verheiratet und sie war die Mutter des Schauspielers Alan Howard.
In zweiter Ehe war er mit Mary Wetmore Wells (1905–1978) verheiratet. Mit ihr hatte er drei Söhne und eine Tochter: Francis, Edward, Ian und Mary Fay.
Er starb 1964 im St. Joseph’s Hospital in Stamford, Connecticut. Sowohl Compton als auch seine Frau sind auf dem Indian Hill Cemetery in Middletown, Connecticut, begraben.

## Filmografie (Auswahl)
- 1936: Soak the Rich
- 1941: Mr. und Mrs. Smith (Mr. & Mrs. Smith)
- 1941: Gefährliche Liebe (Rage in Heaven)
- 1941: Fluchtweg unbekannt (They Met in Bombay)
- 1957: Zeugin der Anklage (Witness for the Prosecution)
- 1961: Victoria Regina
- 1962: Gnadenlose Stadt (Naked City, Fernsehserie, 1 Folge)